# Liste der Monuments historiques in La Madeleine-sur-Loing
Die Liste der Monuments historiques in La Madeleine-sur-Loing führt die Monuments historiques in der französischen Gemeinde La Madeleine-sur-Loing auf.

## Liste der Bauwerke
| Bezeichnung          | Beschreibung | Standort        | Kennzeichnung | Schutzstatus | Datum | Bild           |
| -------------------- | ------------ | --------------- | ------------- | ------------ | ----- | -------------- |
| Hosianna-Kreuz       |              | Friedhof (Lage) | PA00087072    | Inscrit      | 1926  |                |
| Kirche Ste-Madeleine |              | (Lage)          | PA00087073    | Inscrit      | 1926  | weitere Bilder |

## Liste der Objekte
Zum Verständnis siehe: Kirchenausstattung
- Monuments historiques (Objekte) in La Madeleine-sur-Loing in der Base Palissy des französischen Kultusministeriums